# Nunubrihati
Nunubrihati (Nunubrihate) ist eine osttimoresische Aldeia im Suco Hatuquessi (Verwaltungsamt Liquiçá, Gemeinde Liquiçá). 2015 lebten in der Aldeia 276 Menschen.

## Geographie
Nunubrihati liegt im Osten des Sucos Hatuquessi. Nördlich liegt die Aldeia Hatuquessilete, westlich die Aldeia Caidico und südlich die Aldeia Lebusalara. Im Nordosten grenzt Nunubrihati an den Suco Loidahar und im Südosten an den Suco Dato. Die Ostgrenze bildet der Ricameta, ein Quellfluss des Laklos.
Das Ortszentrum des Dorfes Nunubrihati liegt im Nordwesten der Aldeia Nunubrihati.

## Politik
2023 wurde Luis dos Santos zum Chefe de Aldeia gewählt.